# Andrej Mironov (målare)

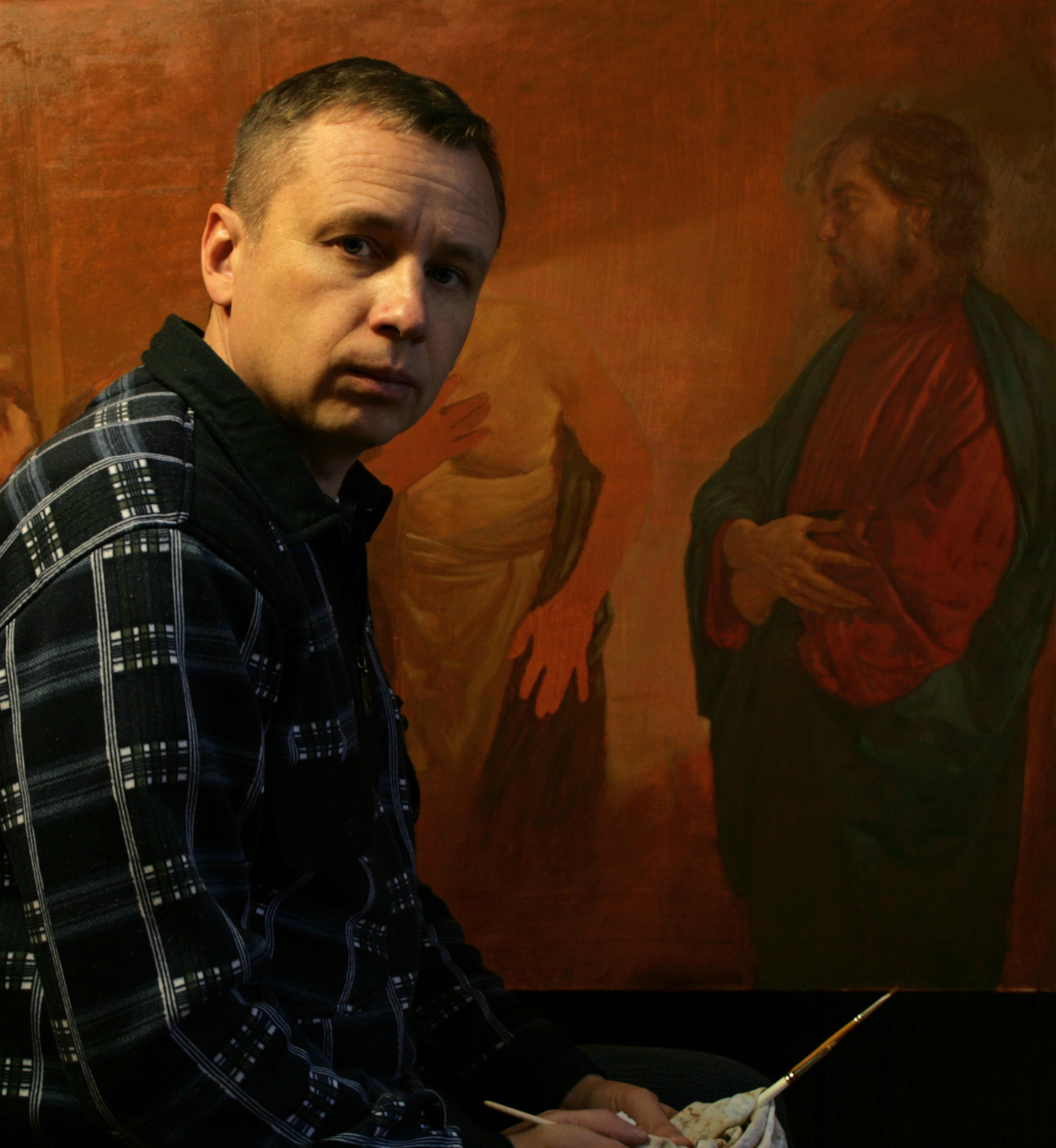
Mironov 2013

Andrej Mironov, född 20 april 1975 i Rjazan, är en rysk konstnär som främst målar porträtt och religiösa motiv. Han är självlärd som målare efter att ha nekats antagning till konsthögskolan i Rjazan. Efter sin militärtjänstgöring arbetade han som polis, men fortsatte att viga hela sin fritid åt att måla. Hans första separatutställning hölls 2007. Samma år vann han förstapriset vid Ryska konstveckan, där han ställde upp i den professionella kategorin. Flera av hans verk hänger i ryska kyrkor.